# Dahlia Grey
Dahlia Grey, född den 14 februari 1972 i Seattle, Washington, är en amerikansk porrfilmsskådespelerska och producent.
Dahlia Grey, alias Dalia, Jamie Dion eller Jami Dion började i porrbranschen 1992. Hon började som strippa när hon var 19 år. Kort därefter kontaktades hon av en agent för några pornografiska magasin.
I mars 1992 hamnade hon på omslaget till porrtidningen Hustler under namnet Alicia och blev även Pet of the Month i Penthouse samma år under sitt alias Jami Dion.
Dahlia har medverkat i nästan 30 porrfilmer eller erotiska filmer, de flesta regisserade av Andrew Blake.